# Herbert Grenzebach
Albert Friedrich Bruno Herbert Grenzebach (* 22. Oktober 1897 in Berlin; 1. April 1992 in S’Arenal, Mallorca) war ein deutscher Schallplattenproduzent, Manager und Komponist (unter dem Namen Herbert Borders). Er war ab 1926 mit Irmgard Heiser (1898–1980) verheiratet und hatte zwei Kinder.

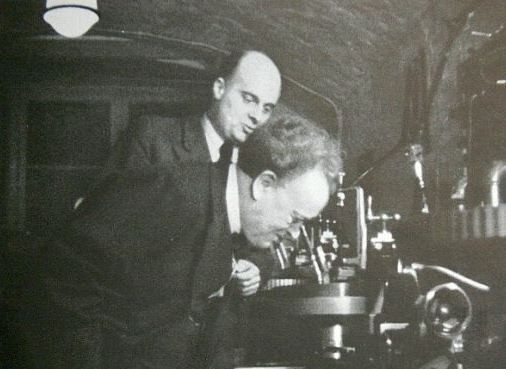
Herbert Grenzebach (hinten) mit dem niederländischen Dirigenten Willem Mengelberg in der Berliner Singakademie vor 1939

## Leben

### Musikalische Anfänge
Geboren im Berlin des Kaiserreichs besuchte er das Friedrichs-Realgymnasium und wurde früh an Musik herangeführt. Künstlerisch war er sehr begabt und erlernte das Klavierspiel am Stern’schen Konservatorium. Sein Onkel Ernst Grenzebach hatte dort bereits Musik studiert, war Gesangslehrer, später Professor an der Berliner Musikhochschule und brachte ihn in Kontakt mit allem, was damals Rang und Namen hatte. In seiner Jugend wollte er einige Zeit lang sogar Dirigent werden, der Krieg zerschlug aber diese Pläne. 

### Beginn der Karriere
Herbert Grenzebach war im Ersten Weltkrieg Offizier. Er geriet in französische Gefangenschaft, aus der er erst 1920 entlassen wurde. Nach dem Krieg bewirtschaftete er ein Gut und studierte Landwirtschaft. Bald machte er sich selbständig und gründete 1924 mit dem ererbten Geld seiner Großmutter eine kleine Schallplattenfabrik, Elektrophon. Sie produzierte Schallplatten mit Werbesprüchen für Kaufhäuser und für kosmetische Produkte.

### Aufbau von Ultraphon und Übernahme durch Telefunken
Der Gründer der Ultraphon-Aktiengesellschaft, eines niederländischen Unternehmens mit Filiale in Deutschland, suchte einen künstlerischen Leiter für die Schallplattenproduktion und stellte 1929 Herbert Grenzebach ein. Dies war für das Unternehmen sicher eine gute Entscheidung, denn Grenzebach zeigte meist ein glückliches Händchen bei der Auswahl seiner Künstler. So holte er z. B. Walter Jurmann zu Ultraphon, den Komponisten des Schlagers „Veronika, der Lenz ist da“. Folgende Geschichte rankt sich um die Entstehung des Liedes: Jurmann habe zusammen mit Fritz Rotter im Haus der Plattenfirma Ultraphon auf ihren Produzenten gewartet und bei Grenzebachs Erscheinen spontan die Melodie des späteren Refrains von „Veronika, der Lenz ist da“ angestimmt, und zwar mit dem Text „Da kommt er ja, der Grenzebach“. Grenzebach soll daraufhin sofort das Potential des Schlagers erkannt haben, der später mit den Comedian Harmonists so berühmt werden sollte. 
Doch es sollten schwierigere Zeiten kommen: Im Juli 1931, auf dem Höhenpunkt der Weltwirtschaftskrise, ging Ultraphon bankrott, weil die Zahl der verkauften Schallplatten stagnierte. Telefunken erwarb Ultraphon am 22. März 1932 für die Summe von 100.000 Reichsmark. Das ganze Repertoire von Ultraphon wurde von Telefunken übernommen. Dasselbe galt für alle Abteilungen mit ihren Mitarbeitern, u. a. Herbert Grenzebach. So konnte er im Bereich der Aufnahmetechnik und der Plattenwiedergabe weiterarbeiten.

### Im Nationalsozialismus
Nach der Machtübernahme der Nationalsozialisten musste Herbert Grenzebach die Gesamtheit der Werke aller Komponisten um ca. 30 Prozent reduzieren, weil viele jüdische Komponisten keine Musik mehr produzieren durften und Telefunken sie nicht mehr verkaufen durfte. Außerdem waren bereits viele jüdische Künstler im Konzentrationslager. Eine der Säulen von Telefunken war immer die Unterhaltungsmusik gewesen. So produzierte man in den Jahren des Nationalsozialismus neben NS-Musik auch immer noch Jazz und Swing, ja Herbert Grenzebach leistete sich mit Heinz Wehner und seinem „Telefunken-Swing-Orchester“ oder mit Teddy Stauffer, dem „Swing-König“ der 1930er Jahre, sogar Bands nach amerikanischem Muster. Vieles durfte nur im Ausland vertrieben werden und sollte allein dem Gewinn von Devisen gelten.

### Im Zweiten Weltkrieg
Nach Kriegsbeginn gab es viele Schwierigkeiten mit der Rohstoffbeschaffung, doch durch Wiederverwertung von alten Schallplatten blieben neue Aufnahmen möglich. 1939 gab es 3 Mio. produzierte Platten, 1943 waren es nur noch 1,6 Mio. Versuche zur Ausgliederung der Produktion in bombensichere Gebiete scheiterten. Herbert Grenzebach erreichte es, dass er nicht als Offizier in der Wehrmacht dienen musste, sondern wurde als unabkömmlich freigestellt. Ab 1944 wurde die Lage der deutschen Schallplattenindustrie immer kritischer. Im Februar und März 1945 stellte er in Wien die letzten Aufnahmen für die Telefunkenplatten zusammen. Er konnte kurz vor dem Einmarsch der Roten Armee in Wien im April mit einer der letzten Militärmaschinen nach Berlin kommen. Außerdem holte er viele Aufnahmegeräte aus Wien über die Schweiz nach Deutschland. 

### Nachkriegszeit
Die Fabrik in Hennigsdorf bei Berlin wurde im letzten Kriegsjahr zerstört, doch 100.000 Platten blieben erhalten, wurden aber von den Russen konfisziert. 1945 konnte Telefunken nur 27 Grammophone produzieren. Ein Jahr später produzierte sie wieder 1700. Man arbeitete in einem kleinen Landhaus bei Berlin. Herbert Grenzebach hatte die Stelle des Aufnahmeleiters im Haus des Rundfunks, wohnte aber direkt hinter der Sektorengrenze im sowjetischen Sektor und war einigen Schikanen ausgesetzt. Da seine Frau Irina aber als Dolmetscherin beim russischen Kommandanten arbeitete, erleichterte ihm dies den Grenzübertritt erheblich.

### In der Bundesrepublik Deutschland
Im Jahr 1950 kam es zu einer Annäherung zwischen Decca Records, dem britischen Unternehmen, und Telefunken. Eine Frucht dieser Zusammenarbeit war eine neue Schallplattenfirma, die Teldec, in deren Geschäftsführung Herbert Grenzebach gemeinsam mit Hans Lieber saß. Sie erarbeiteten sich bald ein breites internationales Repertoire, wie zum Beispiel das London Symphony Orchestra, die Wiener Philharmoniker, The Rolling Stones und Tom Jones. Nach seiner Pensionierung 1962 lebte er bis zu seinem Tod im Jahr 1992 auf der Insel Mallorca. 